# Hymenophyllum caespitosum
Espèce
Hymenophyllum caespitosum est une espèce de fougères de la famille des Hyménophyllacées.

## Description
Cette espèce a les caractéristiques suivantes :
- un rhizome assez long, rampant et robuste ;
- les sores peuvent avoir deux dispositions : en position terminale du limbe, mais plus fréquemment à l'extrémité d'un segment latéral ;
- les frondes sont étroites, d'une trentaine de centimètres lorsque les sores sont terminaux, du double lorsqu'ils sont latéraux
- le limbe est divisé une fois ;
- l'indusie, que dépasse légèrement une columelle portant les sporanges, a deux lèvres[1].

## Distribution
Cette espèce, tant épiphyte que terrestre, est présente en Amérique du Sud : Argentine et Chili, ainsi qu'aux Malouines.

## Historique
En 1825,  Charles Gaudichaud-Beaupré décrit une espèce collectée aux Malouines (îles Maclovian à proximité de Port-Stanley) sous le nom de Hymenophyllum caespitosum (document en référence).
En 1846 (parution en 1856), William Jackson Hooker la déplace dans le genre Trichomanes : Trichomanes caespitosum (Gaud.) Hook.. Il définit une variété : Trichomanes caespitosum var. elongatum Hook.
En 1849, Karel Bořivoj Presl la transfère dans le genre Leptocionium : Leptocionium caespitosum (Gaud.) C.Presl.
En 1910, Carl Frederik Albert Christensen la déplace dans le genre Serpyllopsis créé par Roelof Benjamin van den Bosch : Serpyllopsis caespitosa (Gaudich.) C.Chr.. Il y adjoint les variétés suivantes :
- Serpyllopsis caespitosa var. typica C.Chr
- Serpyllopsis caespitosa var. densifolia (Phil.) C.Chr. - synonyme : Hymenophyllum densifolium Phil.
- Serpyllopsis caespitosa var. dusenii (Christ) C.Chr. - synonyme : Hymenophyllum dusenii Christ
- Serpyllopsis caespitosa var. elongatum (Hook.) C.Chr. - synonyme : Trichomanes caespitosum var. elongatum Hook.

puis en 1920 :
- Serpyllopsis caespitosa var fernandeziana C.Chr et Skottsb.

De toutes ces variétés, aucune n'a été reprise.
En 1974, Conrad Vernon Morton maintient le classement de Carl Frederik Albert Christensen en précisant que cette espèce (unique du genre Serpyllopsis) semble presque se rapprocher particulièrement des bryophytes.
En 2006, Atsushi Ebihara et al. confirment le placement d'origine dans le genre Hymenophyllum et précisent comme sous-genre Hymenophyllum dont ils font une espèce représentative.

## Position taxonomique
Hymenophyllum caespitosum est une espèce du sous-genre Hymenophyllum.
Cette espèce a deux homonymes :
- Hymenophyllum caespitosum Christ : voir Hymenophyllum glebarium Christ
- Hymenophyllum caespitosum Fée où l'homonymie est non levée.

Elle a par ailleurs comme synonymes : Leptocionium caespitosum C.Presl, Serpyllopsis caespitosa (Gaudich.) C.Chr., Trichomanes caespitosum (Gaudich.) Hook..